# Кежмарок

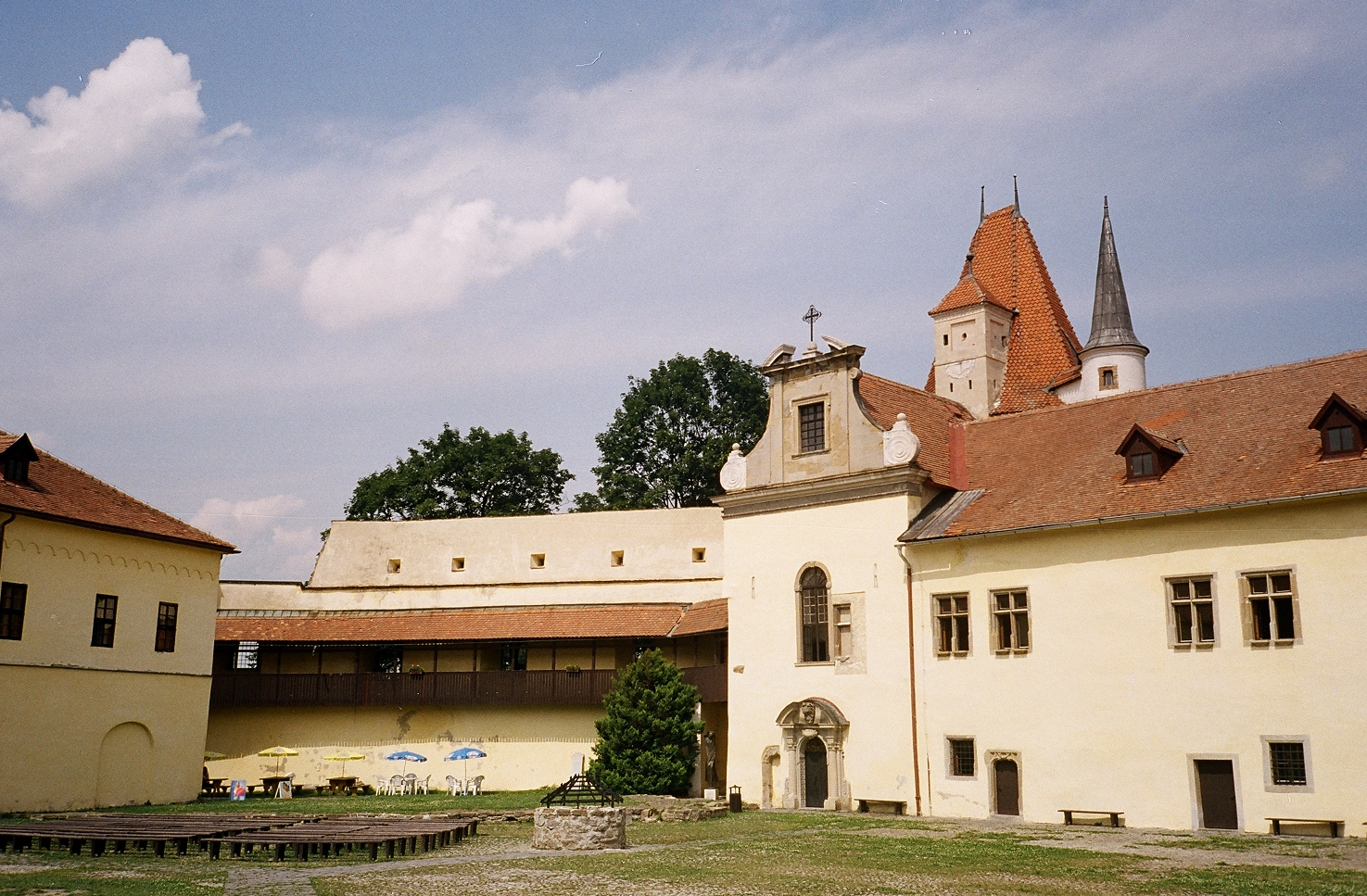
Кежмарок, двор замка

Кежмарок (словац. Kežmarok, нем. Kesmark/Käsmark, венг. Késmárk) — город в восточной Словакии на реке Попрад между Высокими Татрами и Левочскими Врхами. Население — около 17 тыс. человек.

## История
Кежмарок возник в XIII веке объединением трёх близких поселений — славянских рыбаков, немецких шахтёров и королевских пограничных стражей. Впервые упоминается в 1251 году в письме короля Белы IV как «Кесмаркт». Городские права Кежмарок получил в 1269 году. В 1380 году становится свободным королевским городом. В средние века Кежмарок был богатым торговым и ремесленным городом.
В 1950 году Кежмарок был объявлен архитектурным заповедником.

## Население
| Год:                | 1994   | 2004    | 2014    | 2024    |
| ------------------- | ------ | ------- | ------- | ------- |
| Количество человек: | 17 796 | 17 179  | 16 636  | 15 145  |
| Разница:            |        | −3,46 % | −3,16 % | −8,96 % |

## Известные уроженцы, жители
Пауль Край (1735—1804) — австрийский полководец.
В городе жил и скончался Андрей Бегала, чехословацкий военачальник, подполковник чехословацкой армии, участник Словацкого национального восстания.

## Достопримечательности
- Кежмарский замок
- Редуты
- Базилика св. Креста
- Ратуша
- Костёл св. Марии